# Sarmatia talhouki
Sarmatia talhouki là một loài bướm đêm trong họ Erebidae.